# پاسکی ناد ییزروو
پاسکی ناد ییزروو (به چکی: Paseky nad Jizerou) یک منطقهٔ مسکونی در جمهوری چک است که در ناحیه سمیلی واقع شده‌است. پاسکی ناد ییزروو ۲۵۱ نفر جمعیت دارد و ۶۷۵ متر بالاتر از سطح دریا واقع شده‌است.